# Ljungskär, Houtskär
Ljungskär är en ö i Finland. Den ligger i Skärgårdshavet och i kommunen Pargas i den ekonomiska regionen  Åboland i landskapet Egentliga Finland, i den sydvästra delen av landet. Ön ligger omkring 66 kilometer sydväst om Åbo och omkring 210 kilometer väster om Helsingfors.
Öns area är 20,7 hektar och dess största längd är 0,8 kilometer i öst-västlig riktning. Ön höjer sig omkring 20 meter över havsytan.